# Brachycephalus izecksohni
Brachycephalus izecksohni es una especie de anfibio anuro de la familia Brachycephalidae.

## Distribución geográfica
Esta especie es endémica de Paraná en Brasil. Habita a 1300 m de altitud en el pico Torre da Prata entre los municipios de Guaratuba y Paranaguá.

## Descripción
Los machos miden de 10.3 a 12.1 mm y las hembras de 12.5 a 13.1 mm.

## Etimología
Esta especie lleva el nombre en honor a Eugenio Izecksohn.

## Publicación original
- Ribeiro, Alves, Haddad & Reis, 2005 : Two new species of Brachycephalus Guenther, 1858 from the state of Parana, southern Brazil (Amphibia, Anura, Brachycephalidae). Boletim do Museu Nacional, Nova Série, Zoologia, vol. 519, p. 1-18[5]